# Azuchi
Azuchi (jap. 安土町, -chō) war eine, in der Nähe des Ostufers des Biwa-Sees gelegene, japanische Stadt im Gamō-gun in der Präfektur Shiga. Am 21. März 2010 vereinigte sie sich zur Gemeinde Ōmihachiman.

## Geschichte
Nachdem Oda Nobunaga zu einem der mächtigsten Männer in Japan geworden war, ließ er im Jahr 1576 in Azuchi, der damals ein kleiner Ort war, eine mächtige Burg aus Stein erbauen. Er besaß damit die Kontrolle über den Verkehr auf dem Biwa-See und die Überlandstraßen Tōkaidō und Nakasendō. Auf Grund dieser Burg und Toyotomi Hideyoshis Burg Momoyama wurde der durch Nobunaga begründete neue Zeitabschnitt der japanischen Geschichte Azuchi-Momoyama-Zeit genannt.
Die Ernennung zur Chō erfolgte am 1. April 1954 mit dem Zusammenschluss der Mura Azuchi (安土村, -mura) und Oiso (老蘇村, -mura).

## Sehenswürdigkeiten

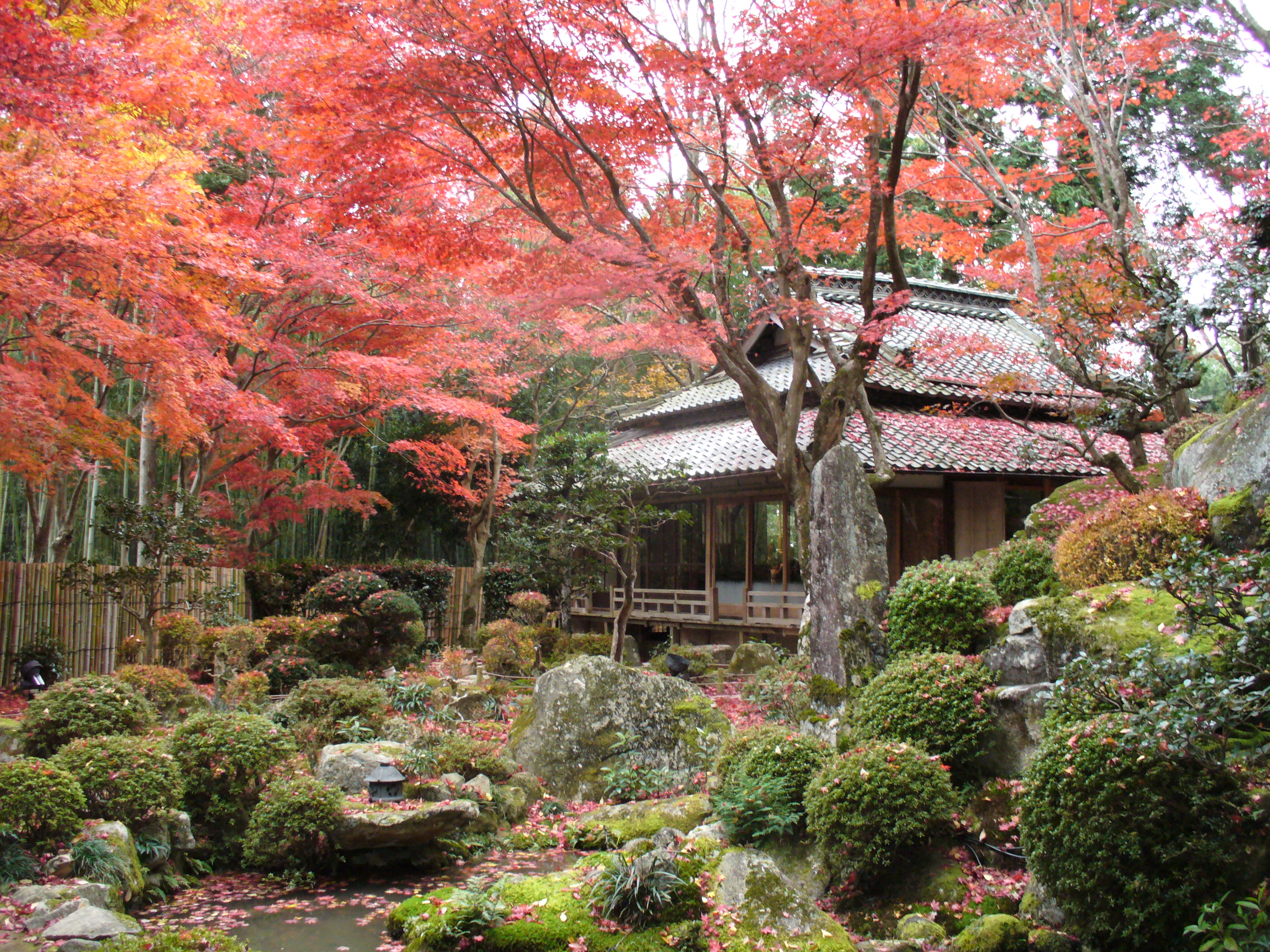
Aprikosenhain

- Ruinen der Burg Azuchi und dazugehöriges Präfekturmuseum
- Sasaki-Schrein (沙沙貴神社, Sasaki-jinja)
- Kannonshō-ji (観音正寺), ein Tempel des Saigoku-Pilgerweges

## Verkehr
- Straße:
  - Nationalstraße 8
- Zug:
  - JR Tōkaidō-Hauptlinie (Biwako-Linie), nach Tokio oder Kōbe

## Bildung
In Azuchi befinden sich die Grundschule Azuchi (安土小学校, Azuchi shōgakkō), die Grundschule Oiso (老蘇小学校, Oiso shōgakkō) und die Mittelschule Azuchi (安土中学校, Azuchi chūgakkō).

## Angrenzende Städte und Gemeinden

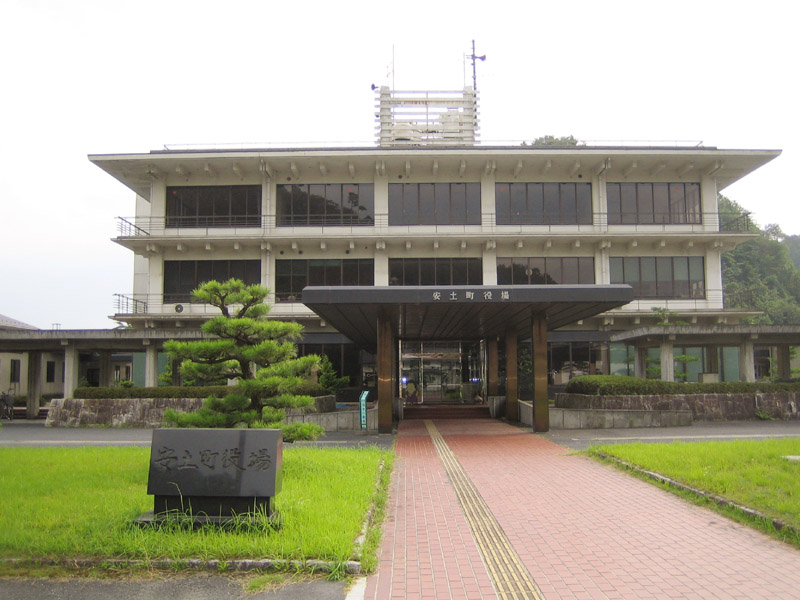
Rathaus

- Higashiōmi
- Ōmihachiman

## Städtepartnerschaften
- Mantua, Italien (seit 20. Februar 2005)